# Африканська канга

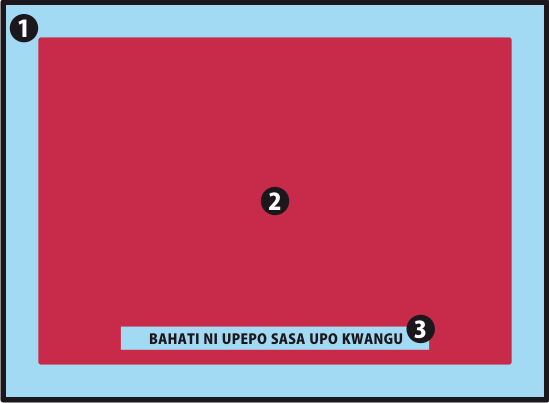
Спрощена ілюстрація канги:
(1) піндо (2) мджі (центральна частина) (3) джіна (Bahati ni upepo sasa upo kwangu). Джіну цієї канги можна перекласти як: «Удача мов вітер — наразі попутня»

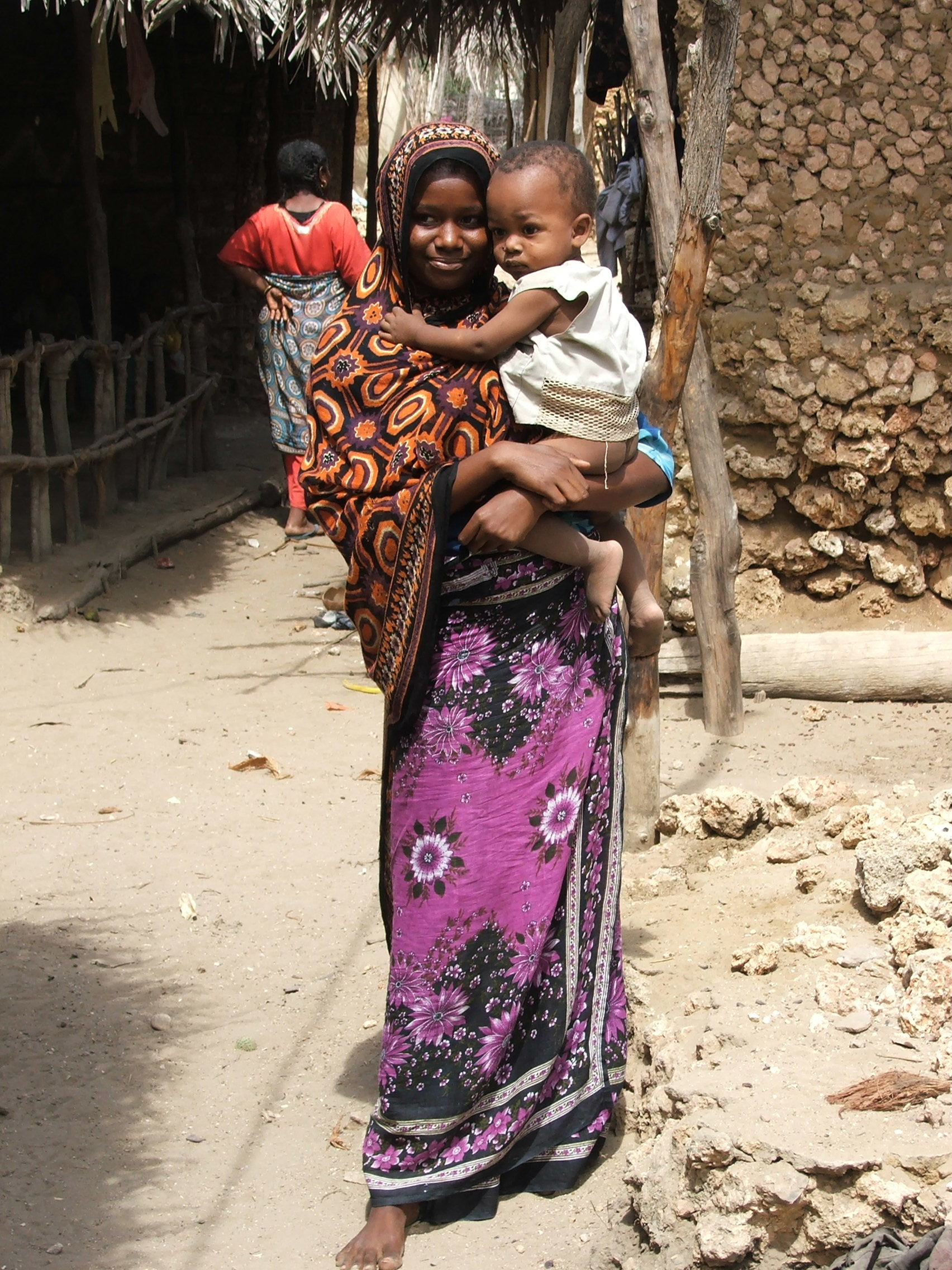
Жінка, одянгута в кангу, і з дитям на руках

Канга — пістрявий елемент одягу,  схожий на саронг, який носять жінки, а іноді й чоловіки в Східній Африці. Назва цієї одежини походить від давнього дієслова ку-канга мов банту, що означає «загортати». 
Канга це прямокутний шматок друкованої бавовняної тканини, розміром приблизно 1,5 на 1,0 метра. Канга часто має широку кайму з усіх чотирьох сторін, що називається мовою суахілі піндо, візерунок якої відрізняється від  візерунку центральної частини, яка носить назву мджі.

## Засіб комунікації
На мджі, в кінці одного з довших країв часто є смужка із текстом на суахілі або, рідше, арабською чи коморською мовами. В інших країнах, де виготовляються власні канги, використовують місцеві мови (наприклад, на Мадагаскарі). Цей текст називають  джіна (дослівно — «ім'я») канги. Зазвичай текст являє собою прислів'я або загадку. Приклади джін:
- Majivuno hayafai — Жадливість завжди марна.
- Mkipendana mambo huwa sawa — Взаємна любов вирішує негаразди.
- Japo sipati tamaa sikati — Хоча я нічого не маю, я не втратив бажання отримати те, чого хочу.
- Wazazi ni dhahabu kuwatunza ni thawabu — Батьки — це золото, піклуватись про них — нагорода.
- Sisi sote abiria dereva ni Mungu — Ми всі пасажири, Господь — наш водій.
- Mwanamke mazingira tuanataka, usawa, amani, maendelo — Жінки за рівність, мир та прогрес.
- Naogopa simba na meno yake siogopi mtu kwa maneno yake — Я боюсь лева та його зубів, а не людей та їх слів.